# Humphrey (Nebraska)
Humphrey – miasto w Stanach Zjednoczonych, w stanie Nebraska, w hrabstwie Platte.